# Asesinato de Bruno Pereira y Dom Phillips
El 5 de junio de 2022, el experto indigenista brasileño Bruno da Cunha Araújo Pereira y el periodista británico Dom Phillips desaparecieron durante un viaje al Valle del Javari, la segunda tierra indígena más grande de Brasil, en el extremo occidental del Amazonas.
Para entrevistar a los indígenas, los dos hombres viajaron al Lago do Jaburu y debían continuar su viaje a la comunidad de São Rafael donde iban a tener una reunión con un pescador local. La desaparición ocurrió en el camino entre la comunidad y el municipio de Atalaia do Norte.
El examen forense, concluido el 17 de junio de 2022, confirmó que uno de los cuerpos hallados era el de Dom Phillips.

## Contexto
El 3 de junio de 2022, Bruno Pereira y Dom Phillips llegaron al Lago do Jaburu, localidad cercana a la base de vigilancia de laFundación Nacional del Indio(Funai) en el río Ituí, para que Phillips visitara el lugar y realizara entrevistas con indígenas. Luego se dirigieron a la comunidad de São Rafael donde iban a una reunión con un pescador local apodado "Churrasco".El objetivo del encuentro era discutir el trabajo conjunto entre ribereños e indígenas en la vigilancia del Valle del Javari, territorio muy afectado por invasiones y actividades delictivas.Sin embargo, el residente no estaba en la comunidad.Bruno y Dom viajaron por el río Itaguaí hacia el municipio de Atalaia do Norte y luego desaparecieron.

## Víctimas

### Bruno Pereira
Bruno Araújo Pereira era un experto indigenista, defensor de las causas indígenas y funcionario de la Fundación Nacional del Indio (FUNAI). Fue considerado uno de los mayores especialistas en pueblos indígenas aislados o recién contactados del país y un experto en el valle del Javari. En 2019, lideró la expedición más grande para contactar a indígenas aislados en los últimos 20 años. Sin embargo, tras presiones de sectores ruralistas vinculados al gobierno de Jair Bolsonaro, fue destituido del cargo en octubre de ese año por el entonces secretario ejecutivo de Sérgio Moro en el Ministerio de Justicia, Luiz Pontel. Según entidades indígenas, Bruno era constantemente amenazado por mineros, madereros y pescadores. Tras tener un hijo de una relación, se había casado con la antropóloga Beatriz Martos y tenían dos hijos.

### Dom Phillips
Dominic Mark Phillips era un periodista británico nacido en Merseyside que se mudó a Brasil en 2007. Como periodista colaboró con el Financial Times, The Guardian, The New York Times y 'The Washington Post. Vivió en Salvador y Río de Janeiro. Estaba casado con la brasileña Alessandra Sampaio y estaba escribiendo un libro sobre la selva amazónica y su potencial sostenible.

## Búsqueda
El 12 de junio, el equipo de bomberos de Atalaia do Norte encontró una mochila, un ordenador portátil y un par de sandalias en el área de búsqueda en el interior del Amazonas. Según el coordinador del equipo, el material fue encontrado cerca de la casa de Amarildo Costa de Oliveira, sospechoso de estar involucrado en el crimen.
El 13 de junio de 2022, la esposa de Dom Phillips dijo que les habían informado que se habían encontrado los cuerpos de Phillips y Bruno. Sin embargo, la Policía Federal negó el reclamo, y la embajada de Brasil se retractó al día siguiente, disculpándose con la familia de Phillips por "información que no resultó ser correcta".
El 15 de junio, un hombre confesó su participación en el crimen e indicó a las autoridades dónde había enterrado los cuerpos, así como el lugar donde se hundió la embarcación de Bruno y Dom tras ser interceptados y muertos a tiros. La Policía Federal encontró restos humanos en el lugar indicado y no descartó más detenciones. El día anterior a la confesión, el hermano del sospechoso, Oseney da Costa de Oliveira, fue detenido.

## Repercusión
El caso tuvo amplia repercusión en los medios de comunicación brasileños e internacionales y movilizó sociedades y gremios. El gobierno federal ha sido criticado por no tomar suficientes medidas de búsqueda y por debilitar las instituciones diseñadas para proteger el medio ambiente.

### Medios de comunicación
Los medios brasileños comenzaron a informar sobre la desaparición de Bruno y Dom tan pronto como Univaja lo informó. En la prensa extranjera, el crimen recibió cobertura por parte de Al Jazeera, Associated Press, BBC, CNN en Español, El País, La Nación, Infobae,  La República, Le Monde, New York Daily News, Público, The New York Times, The Guardian y The Washington Post.
El periodista Jânio de Freitas consideró las muertes de Bruno y Dom como un "éxito" de la política de destrucción de Bolsonaro. También concluyó que: “la Amazonía está en una extensa y minuciosa construcción. Es una red de distintas criminalidades que se ha apoderado de grandes extensiones y es subsidiaria de otra red de seguridad”.
Este razonamiento fue seguido por Jorge Pontes, exdelegado de la Policía Federal, quien dijo: "Jair Bolsonaro ha operado, desde que asumió la presidencia, en 2019, un verdadero desmantelamiento de la capacidad de fiscalización, represión y multas a los transgresores ambientales, promoviendo así el resurgimiento de una situación que ya era mala, a través del empoderamiento de los madereros, acaparadores de tierras y buscadores mineros que trabajan en esa región”. Por su parte, la revista Veja publicó un artículo describiendo cómo “el gobierno facilita acciones ilegales en la Amazonía”.

## Funerales
El funeral de Pereira se realizó el 24 de junio en su natal Recife, Pernambuco y el funeral de Phillips se realizó el 26 de junio en Nitéroi, Río de Janeiro. Los cuerpos de ambos hombres fueron incinerados. A 27 de junio, la policía continuaba investigando para determinar a todas las personas responsables de ordenar y ejecutar el asesinato.